# Amelle Berrabah
Amelle Berrabah (Hampshire, 22 de abril de 1984) é uma cantora e compositora britânica. Ela é mais conhecida por ser uma ex-integrante do grupo feminino Sugababes, substituindo a membro fundadora Mutya Buena, que deixou a banda em dezembro de 2005. Com o single "Never Leave You", em parceria com Tinchy Stryder, Berrabah tornou-se a única integrante a obter um single número um no Reino Unido fora do grupo.

## Biografia
Berrabah nasceu em Aldershot, Hampshire de pais marroquinos migrantes e foi criada como uma muçulmana. Ela tem três irmãos, a irmã mais nova, Samiya Zakiya, a irmã mais velha,  Laila, e um irmão. Sua família possuía uma loja de kebab em Aldershot. Ela foi a Academia de Música Contemporânea em Guildford sobre o mérito de uma bolsa, porque sua família não podia dar ao luxo de mandá-la. Foi então que ela conheceu seus gerentes e formaram a banda Boo2, com sua irmã, Samiya e começou a procurar oportunidades de contrato de gravação. Ela também ganhou o prêmio da revista Top of the Pops chamado "Star Search" em 2003 que teria lhe dado chance de ser a vocalista de uma banda nova e tinha realizado a Party in the Park também.

## Carreira

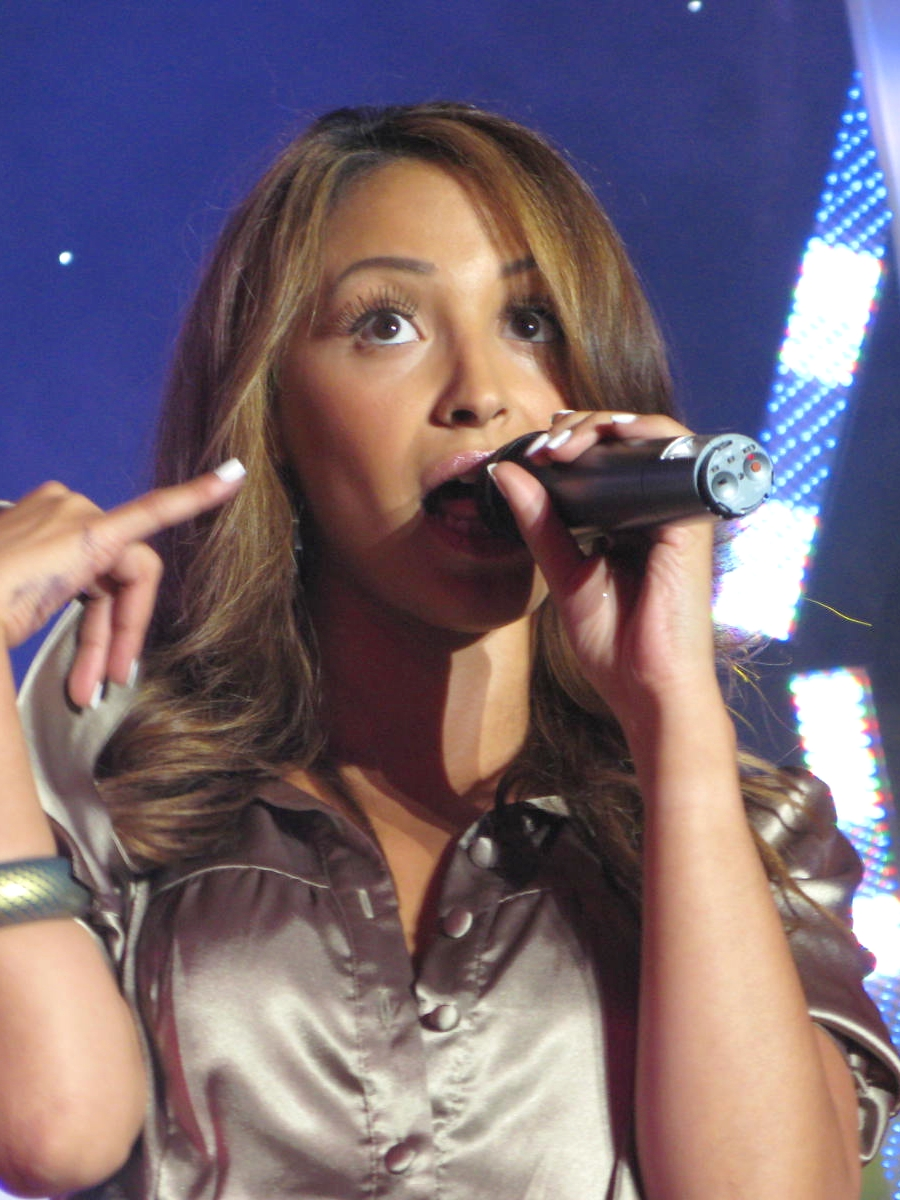
Berrabah em 2007

### 2005–11: Sucesso com o Sugababes
Depois da saída de Mutya Buena, Berrabah foi rapidamente colocada como substituta das Sugababes pela gestão do grupo. O gerente das Sugababes tinha visto em um showcase americano do Boo2 alguns anos antes e Amelle tinha feito uma boa impressão. Logo depois da partida de Buena, ele deu a Berrabah uma chamada sobre a oportunidade e começou a gravar três músicas para audição para os restantes membros Keisha Buchanan e Heidi Range. Eles gostaram do que ouviram e Berrabah foi chamada para uma reunião com eles e foi anunciado como o mais novo membro da banda. O primeiro single a apresentar os vocais de Berrabah, "Red Dress", foi lançado no início de 2006, e deu aos Sugababes seu terceiro hit consecutivo no top 5, entrando no UK Singles Chart no número 4. Berrabah reescreveu três das doze faixas do álbum e co-escreveu uma nova música com Buchanan e Range, chamada "Now You're Gone".
As faixas apareceram em um relançamento do Taller in More Ways que atingiu o número 18 no UK Albums Chart. O quarto e último single da obra foi "Follow Me Home", lançado apenas no Reino Unido em junho, onde marcou no número 32. Taller in More Ways foi re-embalado e re-lançado em 27 de fevereiro de 2006, com vocais regravados por Berrabah e uma nova canção que Berrabah co-escreveu , "Now You're Gone". Por causa da pressa de substituição e outras limitações de tempo, Berrabah só pôde gravar algumas músicas para substituir Buena no álbum. "Follow Me Home" foi o próximo single de Taller in More Ways, ele atingiu o número 32 no Reino Unido. As Sugababes abriram os shows da turnê do Take That no verão de 2006. Isto levou a uma guerra de palavras entre as Sugababes e o membro do Take That, Gary Barlow, que teria esnobado Berrabah nos bastidores em uma das datas.

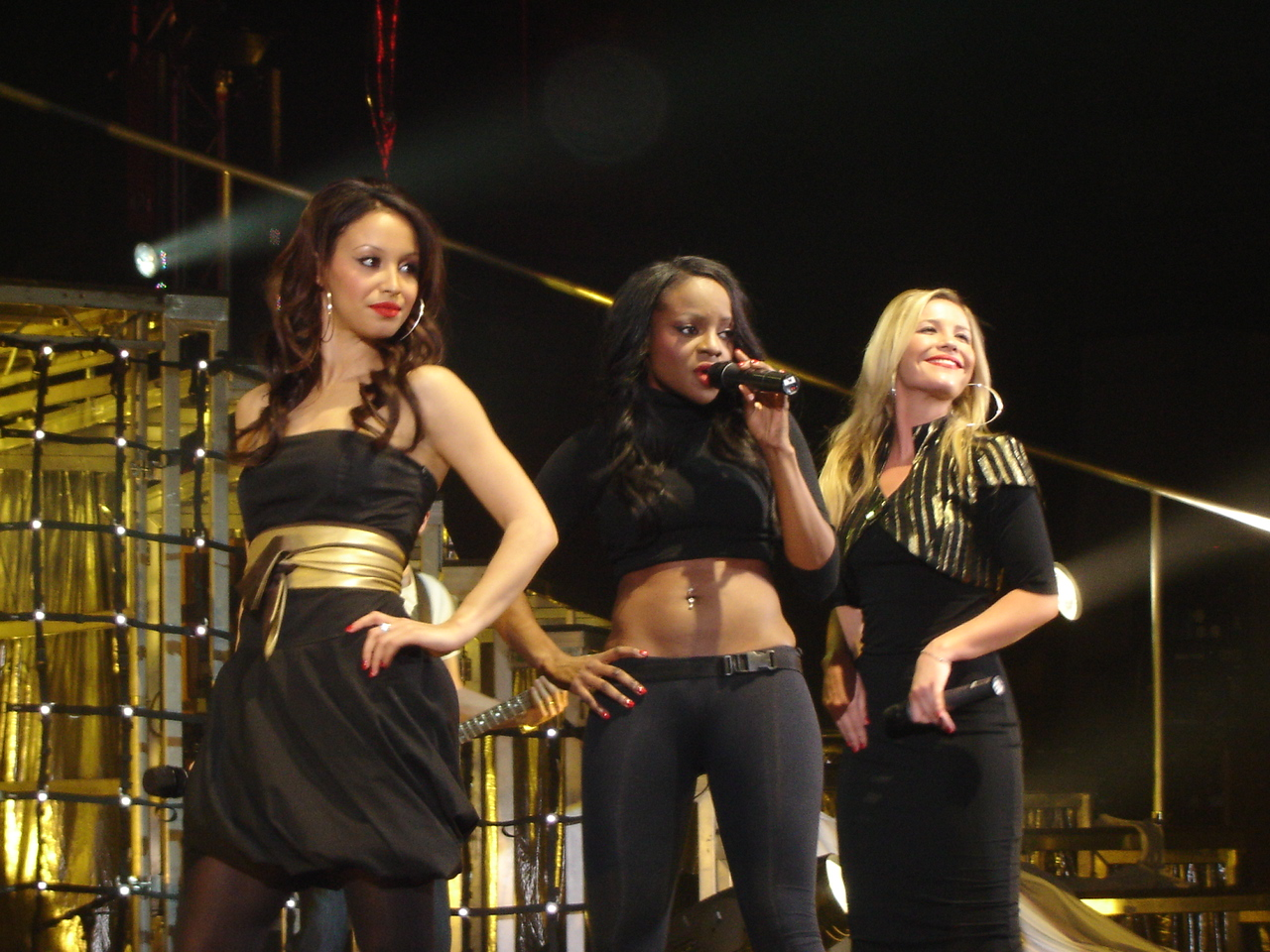
Sugababes se apresentando no Hammersmith Apollo em 2006.

Em meados de 2006, o grupo voltou ao estúdio para gravar duas novas faixas para sua primeira coleção de grandes sucessos, intitulada Overloaded: The Singles Collection. O single principal da compilação, "Easy" atingiu o número 8 no UK Singles Chart, enquanto o álbum de compilação, lançado em novembro de 2006, chegou ao número 3. O álbum, certificado platina pelo BPI, vendeu 598 mil cópias. Em março de 2007, as Sugababes colaboraram com o grupo britânico Girls Aloud para o décimo oitavo single, um cover da música "Walk This Way" do Aerosmith. A faixa foi lançada como single oficial da Comic Relief. "Walk This Way" tornou-se o quinto número um do grupo no Reino Unido.
Após o seu Greatest Hits Tour, as Sugababes voltaram para o estúdio de gravação em meados de 2007 para trabalhar no Change, seu quinto álbum de estúdio e o primeiro em apresentar Berrabah em todas as faixas. "About You Now" foi lançado e atingiu o número um em setembro de 2007. Após o lançamento, a música tornou-se o sexto pódio do grupo no Reino Unido e o primeiro topógrafo húngaro. Permaneceu na liderança do UK Singles Chart por quatro semanas. "About You Now" foi nomeado para um Prêmio BRIT 2008 por Melhor single britânico e está até hoje é o single mais vendido do grupo, com vendas em quase 500.000 cópias. Na edição de 2009 do Guinness Book of World Records, "About You Now" foi listado como a "primeira faixa de um grupo pop britânico a conseguir o número um no gráfico de singles unicamente por downloads". A canção também foi nomeada como o "maior salto de uma canção para o número um no gráfico do Reino Unido".
Em outubro de 2007, Change tornou-se o segundo álbum do grupo, número 1 no Reino Unido. Pela segunda vez, o grupo encabeçou os álbuns de singles, álbuns e download em simultâneo. A faixa do título do álbum "Change" foi lançada como o segundo single em dezembro de 2007 e alcançou o número 13 no Reino Unido. O álbum vendeu 494 mil cópias no Reino Unido e foi certificado de platina. O terceiro e último single do Change foi "Denial", que atingiu o número 15. De março a maio de 2008, as Sugababes viajaram pelo Reino Unido na Change Tour.
Após o Change Tour, Sugababes voltou ao estúdio para escrever e gravar faixas para seu sexto álbum de estúdio, Catfights and Spotlights. Foi relatado que o produtor Timbaland se aproximou dos Sugababes para trabalhar no sexto álbum do grupo, mas devido a restrições de tempo, uma colaboração não ocorreu. "Girls", o primeiro single da Catfights and Spotlights foi lançado em outubro de 2008. O single alcançou o número 3 no Reino Unido, tornando-se o primeiro single de estréia de um álbum do grupo, desde One Touch a não alcançar o número 1. O álbum alcançou o número 8 no UK Albums Chart. O segundo e último single da obra, "No Can Do", foi lançado em dezembro e alcançou o número 23 no Reino Unido. Em janeiro de 2009, a Performing Right Society denominou a Sugababes, a quarta banda de trabalho mais difícil de 2008 devido ao número de concertos que realizaram durante esse ano.

Após o lançamento sem muita repercussão de "No Can Do", o grupo anunciou que não haveria uma turnê em 2009 em apoio da Catfights e Spotlights para que elas pudessem se concentrar em escrever e gravar material para seu sétimo álbum de estúdio. As Sugababes viajaram para os Estados Unidos para trabalhar no sétimo álbum de estúdio, Sweet 7. Em abril de 2009, as Sugababes assinaram um contrato com o rótulo de Jay-Z, a Roc Nation, resultando em trabalhar com produtores de alto padrão. Berrabah também colaborou com Tinchy Stryder para a faixa "Never Leave You", o terceiro single de seu segundo álbum, Catch 22 em agosto de 2009. O single estreou em cima das paradas do Reino Unido, fazendo Berrabah o único membro do Sugababes, passado e presente, a alcançar um número um fora do grupo. O primeiro single do Sweet 7, "Get Sexy", estreou no número 2 no UK Singles Chart em setembro de 2009.

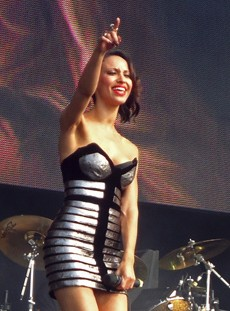
Amelle apresentando-se no Chester Rocks em 2011 com as Sugababes

Em 21 de setembro de 2009, foi anunciado oficialmente que Buchanan havia abandonado o grupo, resultando no Sugababes não manter nenhuma de suas membros originais. Buchanan foi substituída pelo antiga participante do Eurovision, Jade Ewen. Buchanan revelou no Twitter que não era sua decisão deixar o projeto, resultando em alguns jornalistas especularem que ela havia sido "demitida". A nova membro, Ewen, viajou de avião para os Estados Unidos para filmar o videoclipe do single "About a Girl" apenas alguns dias depois que foi anunciado que Buchanan havia deixado o grupo. "About a Girl" alcançou o número 8 no Reino Unido, durante um cronograma de promoções Berrabah voou para a Áustria para tratamento de exaustão nervosa resultante da mudança de formação no grupo. No final de 2009, "Wear My Kiss" foi extraído para lançamento em fevereiro de 2010 como o terceiro single da obra, com o álbum, originalmente previsto para o lançamento em novembro de 2009, com atraso até março de 2010. "Wear My Kiss" estreou e alcançou o número 7 no Reino Unido, fazendo do Sweet 7 o primeiro álbum do Sugababes desde Taller in More Ways a não conter pelo menos três top 3. O álbum estreou e alcançou o número 14 no Reino Unido.
Em março de 2010, a ex-integrante do grupo Mutya Buena solicitou à Autoridade Europeia de Marcas Registradas a propriedade do nome do grupo. O pedido foi apresentado em meio à controvérsia da saída de Buchanan, na qual Buena insistiu que "os Sugababes terminaram" por não ter pelo menos uma membro fundadora ainda no grupo. Foi confirmado que Buena obteve direitos para usar o nome em papel, papelão e mercadorias; Nomeadamente artigos de papelaria, papel de embrulho de presente e fitas de papel de embrulho de presente.
Também foi revelado no mesmo mês que eles foram desligadas da Roc Nation, devido às fracas vendas do Sweet 7. Em 2011, as Sugababes lançou o single "Freedom" que supostamente seria o primeiro single do seu novo álbum chamado Freedom, que foi lançado como um download gratuito. O grupo logo em seguida se desfez. 

### 2012–presente: Álbum de estreia e aparições televisivas
Berrabah começou a trabalhar em material solo em 2011 com o produtor Pete Kirtley, que já havia produzido sua contribuição co-escrita, "Now You're Gone", do Taller in More Ways e material pra o Boo2. Em janeiro de 2012, Berrabah confirmou que estava trabalhando em um álbum solo. Um clipe da música "God Won't Save You Now" foi postado na conta do SoundCloud de Kirtley e do colega produtor Sacha Collisson, conhecidos coletivamente como DBX. A música completa vazou algumas semanas depois. Em 6 de março de 2012, foi relatado que Berrabah tinha ido a Los Angeles para gravar novo material para o álbum. Em julho de 2012, Berrabah disse ao jornalista Mark Boardman "Eu escrevi todas as músicas do álbum além de participar de duas. Berrabah foi destaque na música "Ordinary Me" do rapper Mr. Bigz na mixtape The Bigz Bang Theory no final de 2012. Em maio de 2013, Berrabah confirmou que estava quase completando o trabalho em seu álbum solo e estava procurando lançar a coleção em algum momento no verão. Berrabah mais tarde revelou mais detalhes sobre seu álbum solo, e sugeriu o lançamento de um novo single: "Eu vou começar uma promoção no final de junho com o meu single e o resto se encaixará. Estou muito empolgada e mal posso esperar". Em junho de 2013, foi anunciado que a Berrabah havia se unido a DJ Adam J para seu novo single "Love (Is All We Need)", e contou com a equipe de produção The Nightcrashers. O single será lançado em 19 de agosto de 2013. Um vídeo da letra da música foi lançado no YouTube em 24 de junho de 2013, que também confirmou a colaboração de Berrabah com Adam J. Em 19 de julho de 2013, Nightcrasher Records postou um vídeo 'Por Trás das Câmeras' da filmagem do single. O videoclipe oficial do single estreou em 26 de julho. O vídeo mostra Berrabah cantando em uma boate, enquanto outras cenas mostram a história de relacionamento romântico de um casal, com Adam J atuando como narrador. Ela apresentou uma versão acústica de seu novo single "Love (Is All We Need)" em junho.
Em meados de 2014, Berrabah participou do programa de ginástica de celebridades da BBC, Tumble.Berrabah lançou "Summertime", o primeiro single do seu álbum de estréia, em 21 de setembro de 2014. O vídeo estreou no Vevo em 9 de agosto. Berrabah também foi um concorrente da série Celebrity Masterchef 2016 da BBC.Estreou no teatro em 2019, com o musical de jukebox Club Tropicana.

## Vida pessoal
Berrabah casou-se com Marcio Sousa Rosa em 17 de outubro de 2014. Em 25 de dezembro de 2017, Berrabah revelou em sua conta no Twitter que está grávida. Ela deu à luz seu primeiro filho em 10 de junho de 2018, uma filha chamada Amirah Hope Sousa Rosa.

## Discografia
Singles como convidada
- 2009: "Never Leave You" (com Tinchy Stryder)
- 2012: "Ordinary Me" (com Bigz)
- 2013: "Love (Is All We Need)" (com Adam J e Nightcrashers)

Outras participações
- 2010: "Til the End" (com Tinchy Stryder)